# 柳亭市寿
柳亭 市寿（りゅうてい いちじゅ、1984年12月10日 - ）は、落語協会に所属する落語家。柳家三壽に入門したが、師匠の死去に伴い四代目柳亭市馬門下に移籍した。

## 経歴
2006年3月、東洋大学社会学部卒業。
2014年10月、柳家三壽に入門。2015年10月1日に前座となる。前座名は「寿伴」。「寿伴」の名は着物の「襦袢」から師匠三壽がつけてくれた。
2019年5月21日、春風亭㐂いち、春風亭一猿、桃月庵白浪と共に二ツ目に昇進。2020年6月20日に師匠三壽が死去したため7月16日、四代目柳亭市馬門下に移籍。高座名を「市寿」と改める。

## 芸歴
- 2014年10月 - 柳家三壽に入門。
- 2015年10月 - 前座となる、前座名「寿伴」。
- 2019年5月 - 二ツ目昇進。
- 2020年
  - 6月 - 師匠三壽が死去。
  - 7月 - 四代目柳亭市馬門下となり、「市寿」と改名。

## 人物
趣味は、盆栽ビオトープ、改良メダカの繁殖、舞台照明、作詞・作曲、ウディ・アレン作品鑑賞、ブルックス・ブラザーズの収集。
北千住在住、人呼んで「落語界のJB」。